# Madhepura
Madhepura (en hindi: मधेपुरा ) es una ciudad de la India, centro administrativo del distrito de Madhepura, en el estado de Bihar.

## Geografía
Se encuentra a una altitud de 50 m s. n. m. a 248 km de la capital estatal, Patna, en la zona horaria UTC +5:30.

## Demografía
Según estimación 2011 contaba con una población de 58 083 habitantes.